# Lisa Wolf
Lisa Wolf (* 28. August 1963) ist eine deutsche Schauspielerin; sie spielte u. a. in den Filmen Die Tänzerin und Verschollen in Thailand, in dem Liebesdrama Der rote Vogel, sowie in einigen Fernsehserien.

## Leben
Vielen Zuschauern wurde sie ab 1988 durch die Rolle der Susi Rohr in der Fernsehserie Büro, Büro bekannt. 1993 spielte sie eine Hauptrolle, neben Constanze Engelbrecht und Friedrich von Thun, in dem Dreiteiler Der rote Vogel. Im Jahr 2000 übernahm sie die Rolle der Oberschwester Katharina Schell in der Fernsehserie Klinikum Berlin Mitte (Folge 1 bis Folge 13).

## Filmografie (Auswahl)
- 2000: Klinikum Berlin Mitte - Leben in Bereitschaft
- 1998: Zugriff
- 1997: Kommissar Schimpanski
- 1996: Verschollen in Thailand[1]
- 1994: Die Männer vom K3 - Ende eines Schürzenjägers - Regie: Gero Erhardt
- 1993: Glückliche Reise – Puerto Rico
- 1993: Der Rote Vogel (Teil 1–3)[2]
- 1991: Sag mal Aah!
- 1990: Second Hand
- 1989: Die Tänzerin
- 1988: Büro, Büro